# ويليام فينتر (محامي)
ويليام فينتر (بالإنجليزية: William Winter)‏ هو سياسي ومحامي أمريكي، ولد في 21 فبراير 1923 في مقاطعة غرينادا في الولايات المتحدة.

## وصلات خارجية
- ويليام فينتر على موقع إن إن دي بي (الإنجليزية)